# Rudonja
Rudonja je priimek več znanih Slovencev:
- Mladen Rudonja (*1971), nogometaš
- Roy Rudonja (*1995), nogometaš